# Ши Миюань
Ши Миюань 史彌遠, (23 февраля 1164, Минчжоу (совр. Нинбо) — 27 ноября 1233): Чэнсян дин. Сун, доминировавший в правительстве императоров Нинцзуна и Лицзуна. Концентрация власти в руках министра привела к негативной оценке Ши в глазах традиционных историографов. Так, ему приписывалось убийство канцлера-предшественника, Хань Точжоу 韩侂胄.
Ши также обвинялся в подделке императорского завещания, якобы приведшей к смещению предполагавшегося наследника, Чжао Хуна 赵竤, приёмного сына Нинцзуна. Вопрос престолонаследования был решен без политического кризиса, что продемонстрировало влиятельность Ши. Эта влиятельность строилась на поддержке императрицы Ян, а также на личной способности Ши балансировать интересы различных политических фракций при дворе: с одной стороны, он стал личным наставником молодого императора и смотрителем его семьи. С другой стороны, он задался целью заручиться поддержкой доминирующего интеллектуального направления даосюэ, реабилитировав пострадавших от недавнего запрета в правление Нинцзуна. Кроме того, Ши толерантно относился к коллегиальной критике собственной деятельности.
Ши Миюань пробыл на посту канцлера 25 лет (1208—1233), самый длинный срок подобного рода в эп. Сун. Его политика отличалась осторожностью, направленной на поддержание мирных отношений с империей Цзинь. Так, в 1214 Ши отверг предложение антицзиньского альянса с Си Ся. В 1217 он приложил усилия к тому, чтобы воздержаться от военных действий против Цзинь, которые начали продвигаться на юг ради спасения от монголов. В отношениях с про-сунскими повстанческими группировками на территории Цзинь Ши предпочел делегировать принятие решений пограничным чиновникам. Политика относительно Ли Цюаня была сформулирована только после того, как практика показала целесообразность поддержки повстанцам; когда же Ли принял сторону монголов, Ши Миюань некоторое время продолжал надеяться на его возвращение к сунскому подданничеству.
Ши минимум дважды становился объектом покушения, однако оба случая были раскрыты. В 1231, перед лицом нарастающей монгольской угрозы, он погрузился в депрессию и возможно даже совершил попытку самоубийства.
Многочисленные родственники Ши, выходцы из Минчжоу, продолжали занимать ключевые посты и влиять на политические решения после его смерти в 1233 на протяжении ок. 20 лет. В отличие от некоторых из них, Ши вошел в историю как непричастный коррупции и взяточничеству.